# Born in the U.K.
Born in the U.K. è il quinto album in studio del musicista britannico Badly Drawn Boy, pubblicato nel 2006.

## Titolo
Il titolo è un riferimento all'album Born in the U.S.A. di Bruce Springsteen, di cui Damon Gough (vero nome di Badly Drawn Boy) è un fan.

## Tracce
1. Swimming Pool – 1:40
2. Born in the U.K. – 2:37
3. Degrees of Separation – 4:19
4. Welcome to the Overground – 3:24
5. A Journey from A to B – 3:48
6. Nothing's Gonna Change Your Mind – 5:17
7. Promises – 5:06
8. The Way Things Used to Be – 4:45
9. Without a Kiss – 5:37
10. The Long Way Round (Swimming Pool) – 3:43
11. Walk You Home Tonight – 3:45
12. The Time of Times – 3:16
13. One Last Dance – 4:47